# Tanacetum polycephalum
Tanacetum polycephalum (пижмо багатоголове) — вид рослин з роду пижмо (Tanacetum) й родини айстрових (Asteraceae). Етимологія: дав.-гр. πολυϛ — «багато», κεφαλη — «голова».

## Середовище проживання
Поширений у Туреччині, Ірані, Іраку, на Південному Кавказі (Азербайджан, Вірменія та Грузія).